# Mamadou Sy (giocatore di football americano)
Mamadou Sy (7 gennaio 1993) è un giocatore di football americano francese, che gioca come defensive tackle per i Paris Musketeers.
Dopo aver giocato dal 2008 al 2013 per i Flash de La Courneuve, nel 2014 si trasferisce ai tedeschi Berlin Adler e da lì ai New Yorker Lions. Nel 2017 torna in Francia ai Black Panthers de Thonon e dall'anno successivo è nuovamente in Germania, dove milita in successione nei Berlin Rebels e negli Hildesheim Invaders. Dal 2021 gioca in ELF, prima con i Frankfurt Galaxy e poi con i Paris Musketeers.

## Palmarès
- 3 Eurobowl (Berlin Adler, 2014; New Yorker Lions, 2015, 2016)
- 1 EFL Bowl (Black Panthers de Thonon, 2017)
- 1 ELF Championship (Frankfurt Galaxy, 2021)
- 2 German Bowl (New Yorker Lions, 2015, 2016)